# Погана кров (Цілком таємно)
Погана кров (Bad Blood) — 12-й епізод п'ятого сезону серіалу «Цілком таємно». Епізод належить до «монстрів тижня» і не відноситься до «міфології серіалу». Прем'єра в мережі «Фокс» відбулася 22 лютого 1998 року.
Серія за шкалою Нільсена отримала рейтинг домогосподарств рівний 12,0, який означає, що в день виходу її подивилися 19.25 мільйона чоловік.

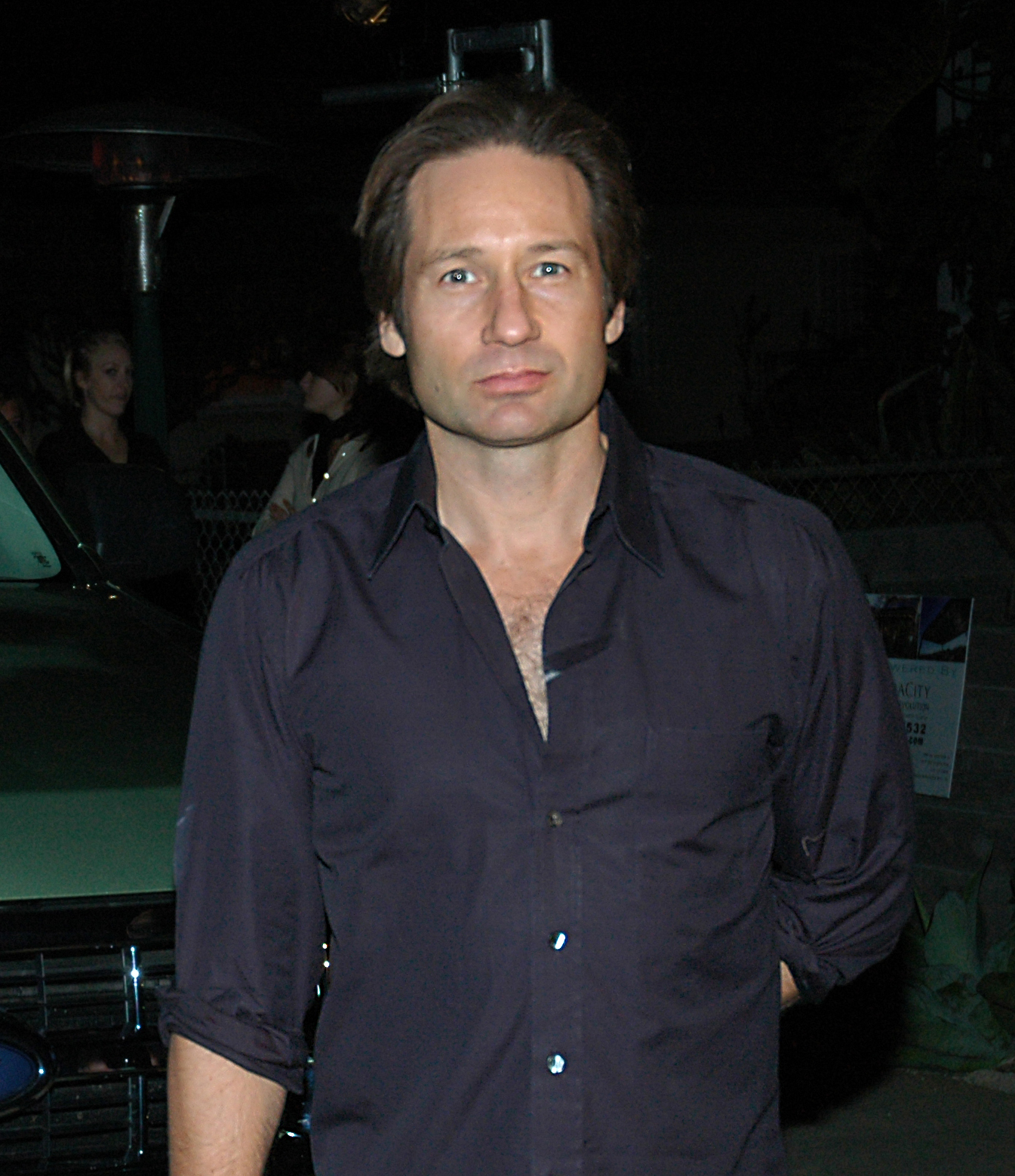

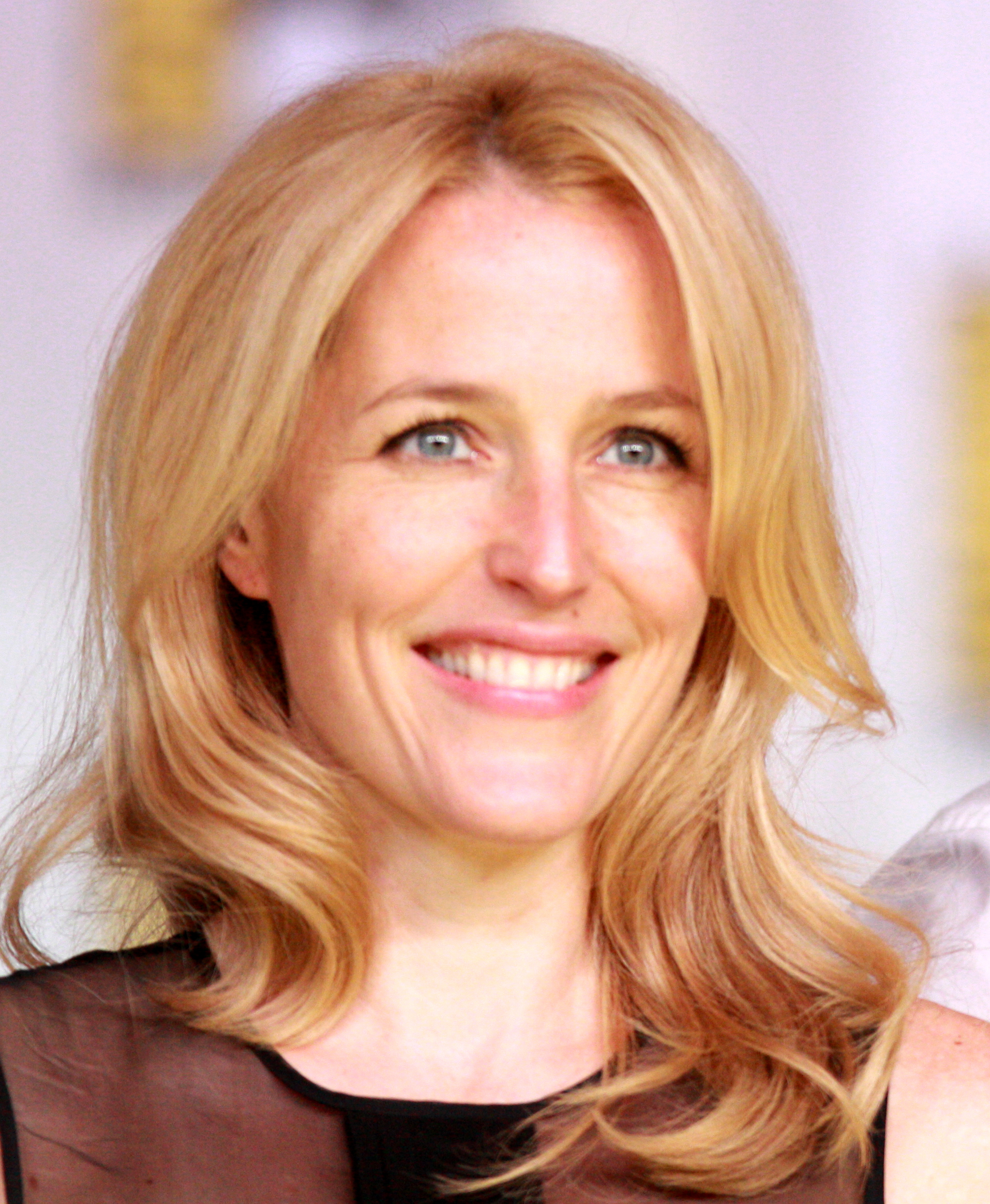

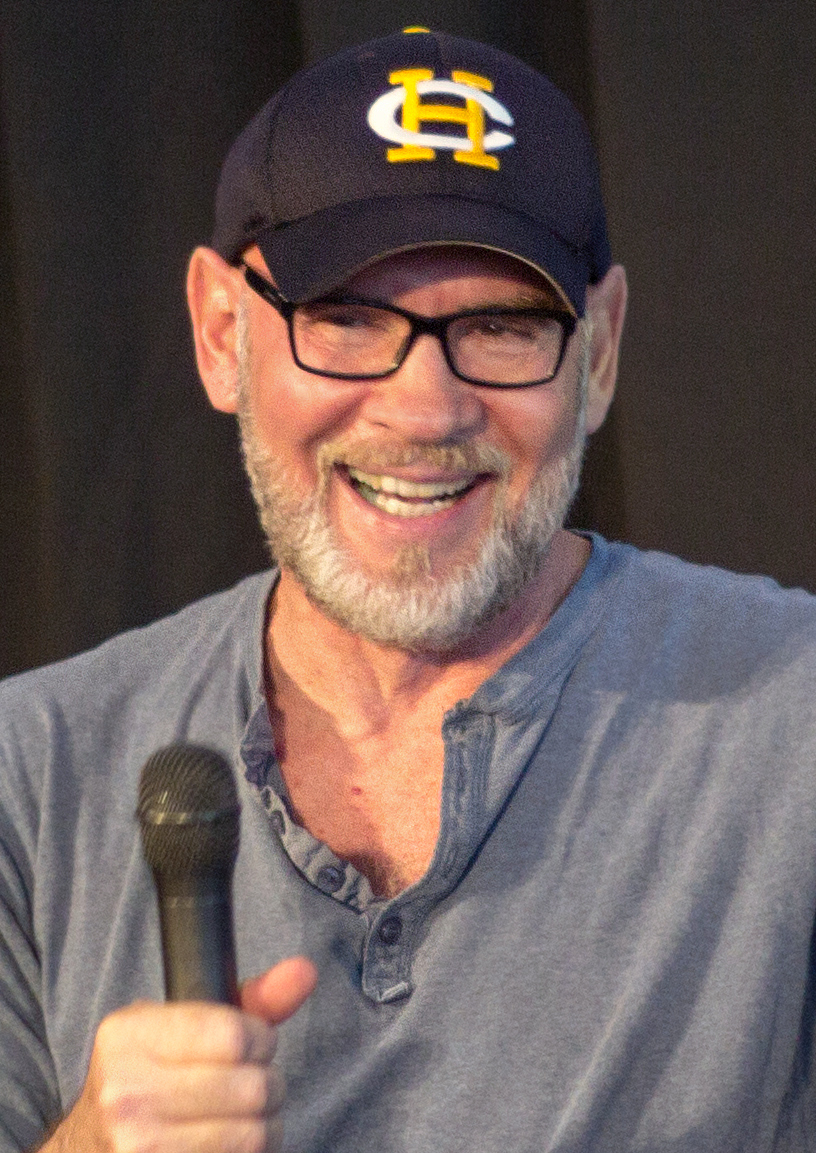

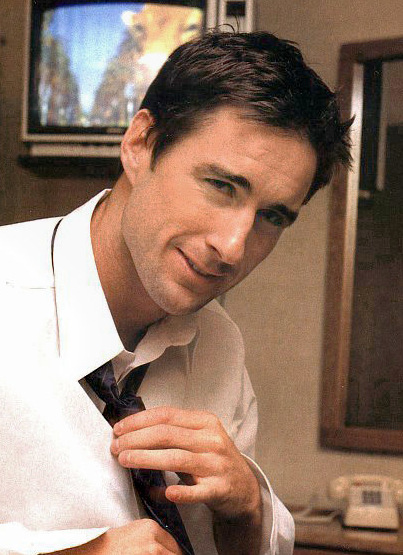

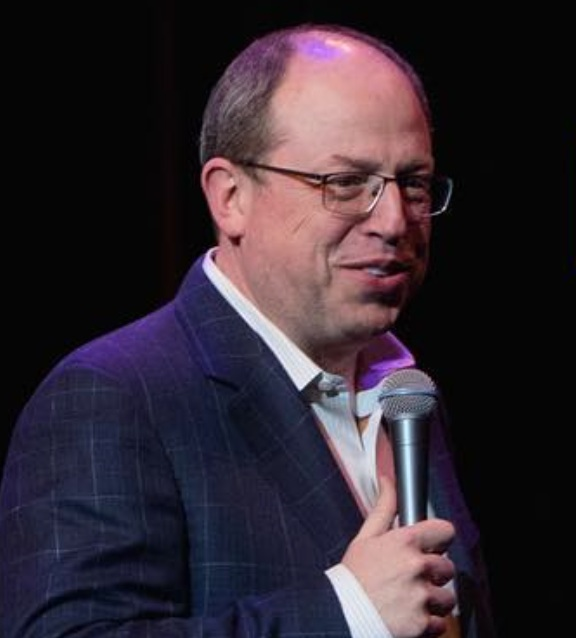

Зняти серію надихнув епізод шоу «Діка Ван Дайка», в якому головні герої розповідають різні версії бійки якої не було. Крім того, деякі оглядачі стверджують, що Скаллі, розповідаючи історію з точки зору, протилежної Малдеру, розкриває чоловічий погляд.

## Зміст
Істина поза межами досяжного
Темна фігура переслідує переляканого підлітка, Ронні Стрікленда, по полях біля Чейні (штат Техас). Ронні кличе на допомогу, перечіплюється і падає, фігура вихоплює дерев'яний кілок і вбиває його в груди підлітка. Потім невідомець добиває кілка в землю каменем. Лунає голос Скаллі, фігура повертається і виявляється, що це агент Малдер. Розтиснувши щелепи підлітка, Малдер демонструє Скаллі два гострих зуба попереду, дуже схожі на ікла вампіра. При ближчому розгляді Скаллі визначає, що ікла, насправді — пластикова накладка. Малдер розуміє, що зробив можливо найбільшу помилку в своєму житті.
Коли агенти повертаються в офіс, вони вирішують відновити події, що призвели до вбивства, перш ніж постати перед Скіннером (цілком можливо, що напарникам загрожує тюремне ув'язнення). Окрім того, їм загрожує судовий позов на 446 мільйонів доларів. Фокс прилякує Дейну, що її співкамерницею буде Велика Мардж і вона читатиме твори Гертруди Стайн; Скаллі здається.
Дейна пропонує Малдеру історію в своєму викладі. За її словами, агенти почали справу з розглядання серії фотографій мертвої худоби, загиблої від втрати крові в невеликому містечку штату Техас. Малдер повідомляє, що такою самою смертю помер турист з Нью-Джерсі, містер Дуайт Фант — і місцеві поліцейські звернули увагу на два невеликих проколи на шиї жертви. Агенти летять в Техас, де зустрічаються з шерифом Гартвеллом, дуже приємним чоловіком, який відразу викликає симпатії Скаллі. З дозволу Гартвелла, агенти оглядають тіло жертви. Дейна вважає що хтось передивився фільмів з Белою Лугоші; як варіант вона повідомляє про моживість існування неподалік хворого на гематодипсію. Малдер зауважує, що шнурки на черевиках Фанта розв'язані, але ще не впевнений, які висновки можна з цього зробити. Фокс пропонує шерифу відвести його на старий закинутий цвинтар, а Дейні — провести розтин тіла. Дейна під диктофон неохоче здійснює розтин тіла.
Увечері Скаллі і Малдер зустрічаються в мотелі, щоб обговорити свої відкриття. Скаллі лягла на постіль, яка їй робить вібромасаж. Агентка визначає, що жертва була одурманена хлоралгідратом, більш відомим як сонні краплі. Скаллі вважає, що хтось підлив ці краплі Фанту, а потім знекровив його за допомогою шприца. Можливо вбивця, надивившись фільмів, вирішив зобразити напад вампіра. В цей час Малдер повідомляє про друге виявлене тіло. Малдер у брудному одязі падає на віброліжко і дивно сміється. Коли змучена Скаллі виходить з мотелю, вирушаючи на другий розтин, розвізник піци Ронні (той самий підліток, якого Малдер проколов кілком на початку) підвозить її замовлення. Скаллі просить підлітка віднести піцу Малдеру, а сама сідає в свою машину, припарковану на стоянці перед мотелем. Під час другого розтину Скаллі виявляє, що обидві жертви перед смертю їли піцу. Під час розтину до неї хтось дзвонить і хекає в трубку. Здогадавщись, Дейна мчить в готель, де знаходить Малдера лежачим на підлозі під дією хлоралгідрату. Раптово перед очима Скаллі виникає розвізник піци з вампірячим оскалом, і вона робить кілька пострілів. Цим Скаллі закінчує свою розповідь про події, що призвели до смерті підлітка. Малдер, в свою чергу, не згоден з деякими деталями розповіді Скаллі, і вирішує викласти свою версію історії.
З перших слів оповіді Малдера стає зрозуміло, що він був готовий до праці, тоді як Скаллі з самого початку демонструвала свій скептицизм після кожного його слова. Вивчивши фотографії мертвих корів, агенти летять в Техас, де Скаллі тут же починає проявляти незвичайний інтерес до шерифа Гартвелла. За версією Малдера, йому відразу ж кинулися в очі величезні криві зуби і явні затримки в розумовому розвитку шерифа. Агенти вирішують розділитися: Скаллі займається розкриттям, а Малдер разом з шерифом Гартвеллом їдуть на місцеве кладовище. Оглядаючи кладовище, Малдер попутньо розкидає по землі насіння соняшнику, пояснюючи це тим, що всі вампіри страждають нав'язливою педантичністю. Якщо вампір раптово з'явиться, він тут же почне збирати насіння — точно так само він не зможе опиратися спокусі розв'язати шнурки на черевиках. Шерифа викликають розібратися із заворушеннями на стоянці для автофургонів, і Малдер слідує з ним. На стоянці автофургон їздить заднім ходом. Постріли по колесах не зупинили і Малдер вирішив заскочити. Після невдалого відскоку Фокса у автівки скінчилося паливо. В автомобілі вони і знаходять тіло другої жертви. Змучений і засмучений, Малдер повертається в мотель, де знаходить Скаллі. Він пояснює їй, що потрібно зробити іще один розтин, а після того, як Скаллі їде, забирає у Ронні піцу. Через кілька хвилин Малдер починає впадати в наркотичний ступор. Цього часу до кімнати входить Ронні — в роті у нього блищать ікла, очі горять зеленим вогнем. Малдер збирає залишки сил і розкидає по підлозі жменю насіння. Не в силах чинити опір нав'язливому неврозу, Ронні падає на коліна і починає їх збирати.
Скаллі закінчує другий розтин і, здогадавшись, що Малдер в небезпеці, мчить в мотель. В кімнаті вона вихоплює зброю і стріляє, потрапляючи двічі Ронні точно в груди. Крізь туман ліків, Малдер примудряється піднятися і кинутися в погоню, і врешті-решт пронизує Ронні кілком.
Знову даний час. Коронер через незнання реанімує труп Ронні, витягнувши з його грудей кілок. Ронні нападає на патологоанатома — хоч і без вампірських ікол. Скіннер повідомляє агентам, що справа не закрита, і напарники знову летять в Техас. Там вони зустрічаються з шерифом Гартвеллом. Поки Скаллі і шериф чергують на кладовищі, Малдер їде на стоянку автофургонів, переконаний, що саме туди вирушив відпочивати Ронні. Тим часом, шериф Гартвелл виявляється вампіром. Гартвелл намагається пояснити Дейні, що вони в містечку всі вампіри — а Ронні не зрозумів концепції утримання. Він підсипає ліки в кави Скаллі, і вона втрачає свідомість. На стоянці, в одному з автофургонів Малдер виявляє труну Ронні. Доки Малдер скаче на труні, в якій бушує Ронні, до фургончика йдуть жителі містечка із зеленим сяйвом в очах. Скориставшись наручниками, Фокс замикає вампіра в труні. Коли фургон оточують живі мерці, Малдер використовує дві палички від піци, складаючи їх хрестом. Вампіри не звертають уваги на імпровізований хрест і навалюються на Малдера.
Наступного ранку Скаллі, на нетвердих ногах, знаходить Малдера в несвідомому стані у орендованій машині. Малдер приходить до тями — і бачить спорожнілу стоянку автофургонів.
Агенти викладають незвичайну історію Скіннеру. Скіннер лише переводить погляд зі Скаллі на Малдера і назад.
Саме так все й було

## Створення
Сценарій «Поганої крові» був написаний Вінсом Гілліганом. Усвідомлюючи, що показ епізоду повинен відбутися після різдвяної перерви 1997 року і необхідно зняти щось не вельми наукове, він працював над сценарієм, який мав би форму епізоду «Нерозгадані таємниці», а невідомі актори грали Малдера та Скаллі і був би задіяний Роберт Стек як оповідач. Під тиском часу Гілліган відхилив цю ідею, оскільки «просто не міг зрозуміти, як це встигнути зробити».
З допомогою виконавчого продюсера Френка Спотніца Гілліган розвинув нову ідею, натхненну епізодом шоу «Діка Ван Дайка» під назвою «The Night the Roof Fell In», в якому головні герої, Роб і Лора Петрі, розповідають різні версії бійки, якої не було. Гілліган сказав про ідею: «Я просто думав, що це крутий спосіб розповісти історію». За двома версіями однієї і тієї ж історії, що займає більшу частину епізоду, Гілліган знав, що йому доведеться просто розробити сюжет, і тому він зупинився на історії про вампірів, за якою кожен міг легко слідкувати. І унікальні версії епізоду Малдера, й Скаллі були зняті в зворотному часі, використовуючи «абсолютно однакові набори та кути камери». RV-парк, який був представлений в епізоді, стояв на місці старої пилорами, що згоріла. Цей парк використовувався знімальною групою і в «Гефсиманському саду».
На роль шерифа Гартвелла було запрошено Люка Вілсона. Раніше він знімався у комедійному фільмі «Ось такі пироги» (1998), сценаристом якого був Вінс Гілліган. Комік та актор з Ванкувера Брент Батт грав коронера.
Спеціальні ефекти серії створила група Девіда Готьє. Друге рульове колесо було в автофургоні встановлено так, щоб водій, що стрибав, міг керувати автомобілем із задньої частини автомобіля (поза зоною камери). У Вілсона та Ренна були підроблені зуби вампірів — за допомогою координатора гриму і спеціальних ефектів Тобі Ліндали. Пізніше Вілсон розповів, що вони зручно «вписуються» в рот актора, розмірковуючи так: «фіксатори, які я повинен був носити, будучи дитиною, також ніколи не підходять». Для того, щоби створити сяючі зелені очі вампірів, на повіки акторів наклеювали флюоресцентний матеріал. Однак, оскільки вони не змогли нормально бачити, це надавало «вампірам» «дещо відсторонений» погляд. Трупи з позначками укусів створила гримерка Лаверн Башам.

## Сприйняття
«Погана кров» вперше вийшла в ефір у США 22 лютого 1998 року в мережі Фокс. Він отримав рейтинг Нільсена 12,0 з частко 17 — його переглянуло 19.25 мільйона глядачів.
Серія отримала чимало позитивних відгуків критиків. У огляді п'ятого сезону для «New Straits Times» Френсіс Дасс назвав епізод «абсолютно дорогоцінним каменем. Найсмішніший епізод Цілком таємно, який я коли-небудь бачив». Ребекка Трейстер із «Salon.com» назвала серію «можливо найкращим епізодом Цілком таємно усіх часів». У огляді на DVD «Одкровення» 2008 року, який містив «Погану кров», Ерік Генріксен з «Портленд Меркурій» високо оцінив те, як письменникам вдалося налаштувати жанрові формули і сказав про цей епізод: «Це дотепно, швидко і ще раз швидко. Серія демонструє чудовий спектакль від Люка Вілсона». Зак Гендлен з «The A.V. Club» написав позитивну рецензію на те, що він назвав однією із своєї «п'ятірки найулюбленіших серій Цілком таємно». Він назвав сценарій «дуже розумним» і порівняв історію з сюжетом «Рашьомона». Він сказав: «Так, „Погана кров“ може бути недолугою, але це хороший вид недолугості, такий, який забиває дірки в персонажах способами, які просто роблять їх більш приємними». Роберт Шірман та Ларс Пірсон у своїй книзі «Хочемо вірити: Критичний посібник із Цілком таємно, Мілленіуму та Самотніх стрільців», оцінили епізод п'ятьма зірками з п'яти та написали: «Тепер так ви розповідаєте історію вампірів!». Оглядачі позитивно оцінили використання гумору Джилліан, а також епізод, що розглядає різні точки зору Малдера та Скаллі. Шірман і Пірсон відзначили, що «трюк тут не надприродний, а структурний», і назвали обрамлення побудов епізоду «тонко зробленим», що призвело до його блиску. Оглядовий вебсайт «IGN» назвав його восьмим найкращим автономним епізодом «Цілком таємно» з усієї серії. Стаття в «Монреальському віснику» зазначила «Погану кров» як дев'ятий найкращий самостійний епізод серії. Том Кессеніч у своїй книзі «Іспит: несанкціонований погляд на сезони 6–9 Цілком таємно» назвав епізод одним із «Топ-25 епізодів усіх часів» серіалу, розмістивши його під номером 19 He called the episode «a satiric X-File at is finest.». Він назвав цей епізод «кращим із сатиричних частин Цілком таємно». Письменниця «Den of Geek» Джульєтта Гарріссон назвала це самостійним епізодом 5 сезону і написала: «Для чистої веселості та грайливості розповіді переможцем має стати Bad Blood».
Не всі відгуки були такими яскравими. Пола Вітаріс з «Cinefantastique» надала епізоду більш прохолодний огляд і оцінила в 2.5 зірки з чотирьох. Їй сподобалися комедійні елементи епізоду, однак вона дещо критично поставилася до основних питань — особливо того, як Малдер і Скаллі бачили один одного в епізоді. Вона написала, що «їхні стосунки здаються дивно пасивно-агресивними». Вітаріс також критично ставилася до того, що Малдер не винен у імовірному убивстві невинного хлопця.
Джилліан Андерсон описала «Погану кров» як одну із своїх улюблених в цьому сезоні, коментуючи: «О, так! Мені сподобався цей епізод. Наскільки я відчуваю, це один з наших найкращих коли-небудь. Я думаю, що він справді показав, наскільки добре Девід і я можемо працювати разом».

## Знімалися
| Актор             | Роль           |
| ----------------- | -------------- |
| Девід Духовни     | Фокс Малдер    |
| Джилліан Андерсон | Дейна Скаллі   |
| Мітч Піледжі      | Волтер Скіннер |
| Люк Вілсон        | шериф Гартвелл |
| Патрік Ренна      | Роні Стікленд  |
| Брент Батт        | Коронер        |
| Меріон Кіллінгер  | детектив       |